# Baltazar Kašpar Kutina
Baltazar Kašpar Kutina (6. ledna 1853 Karlín u Prahy – 24. května 1923 Praha) byl český malíř a ilustrátor specializující se především na tvorbu s historickými náměty.

## Život
Narodil se v Karlíně u Prahy, posléze absolvoval Akademii výtvarných umění v Praze. Mezi jeho žáky patřil mj. malíř Charles Cerny.
Zemřel 24. května 1923 ve Všeobecné nemocnici v Praze ve věku 70 let.

### Rodinný život
S manželkou Barborou, rozenou Jeneveinovou měl (*1854) měl pět synů (jeden zemřel předčasně).

## Dílo
Tvorba Baltazara Kutiny byla primárně orámována historickými náměty, především z oblasti dějin české národní historie. Žil a tvořil převážně v Praze. Je autorem stovek kreseb hradů a zámků, především v Čechách, které pak posloužily mj. jako ilustrace do řady historických publikací, z nichž asi nejvýznamnější je spolupráce s Augustem Sedláčkem na několika dílech jeho patnáctidílného knižního cyklu Hrady, zámky a tvrze království Českého. Věnoval se také realistickému překreslování artefaktů či architektonických detailů, mj. uveřejněných v časopisech Světozor a dalších. Rovněž vypracoval řadu půdorysů českých zřícenin hradů a tvrzí. Pozoruhodná je také Kutinova spolupráce s vojenským historikem Hanušem Kuffnerem na tvorbě papírové vystřihovánky husitského vojska vydaného roku 1918, pro které vytvořil podobu desítek figurek husitských bojovníků.

### Ilustrace (výběr)
- DOLENSKÝ, Jan et al. Obrázkové dějiny národa českého. V Praze: Jos. R. Vilímek, 1893.
- SEDLÁČEK, August. Hrady, zámky a tvrze království Českého. 1882-1927.

## Galerie

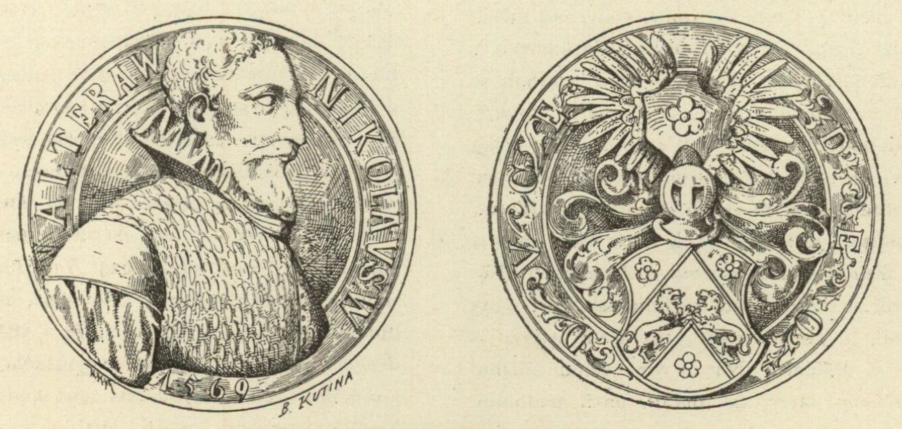
Pamětní mince Mikuláše Valtery z Valteršperka
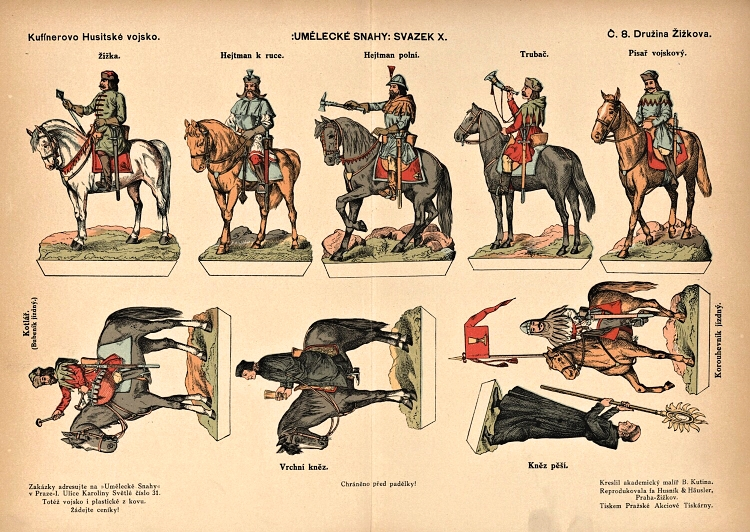
Vystřihovánka Kuffnerovo husitské vojsko z roku 1918
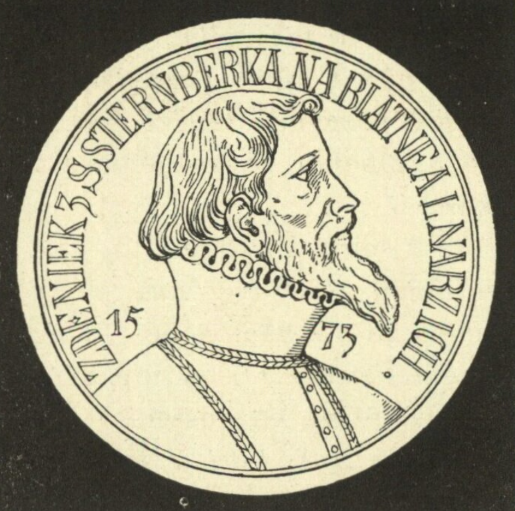
Pamětní mince Zdeňka VI. ze Šternberka a na Blatné (reprodukce)
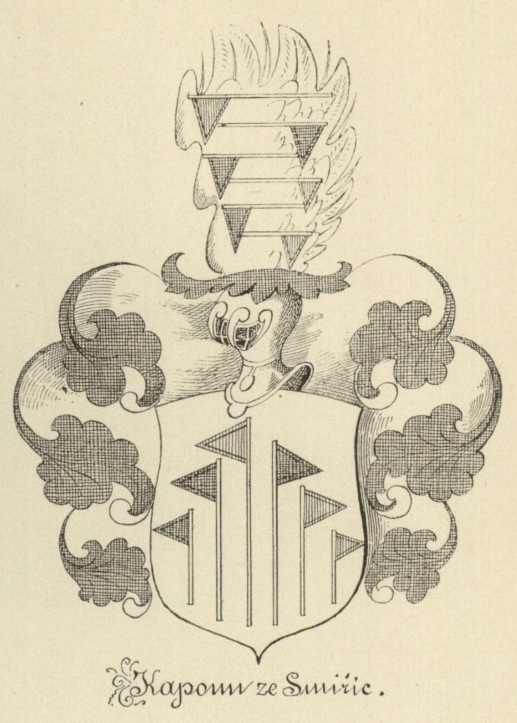
Erb rodu Kapounů ze Smiřic
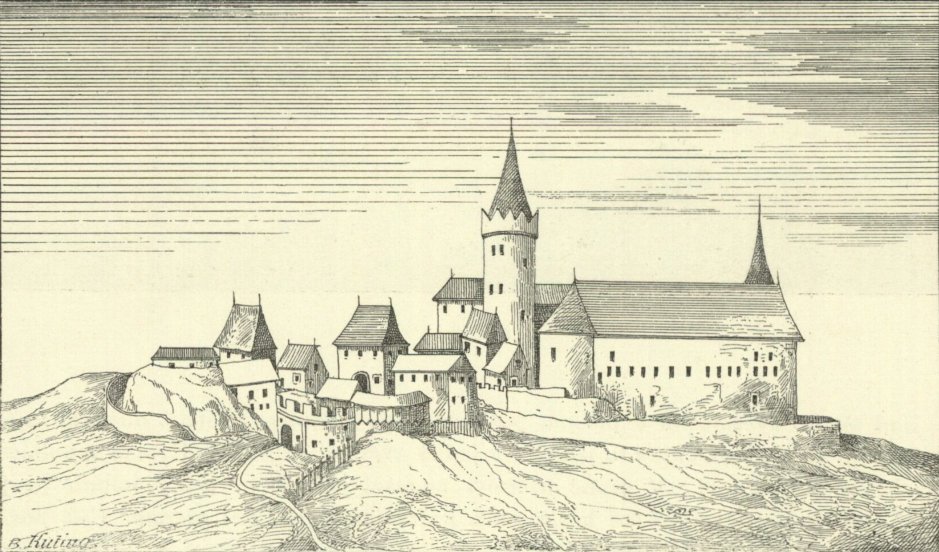
Hrad Hluboká nad Vltavou v 16. století (reprodukce díla Ondřeje Ungnada ze Suneku)
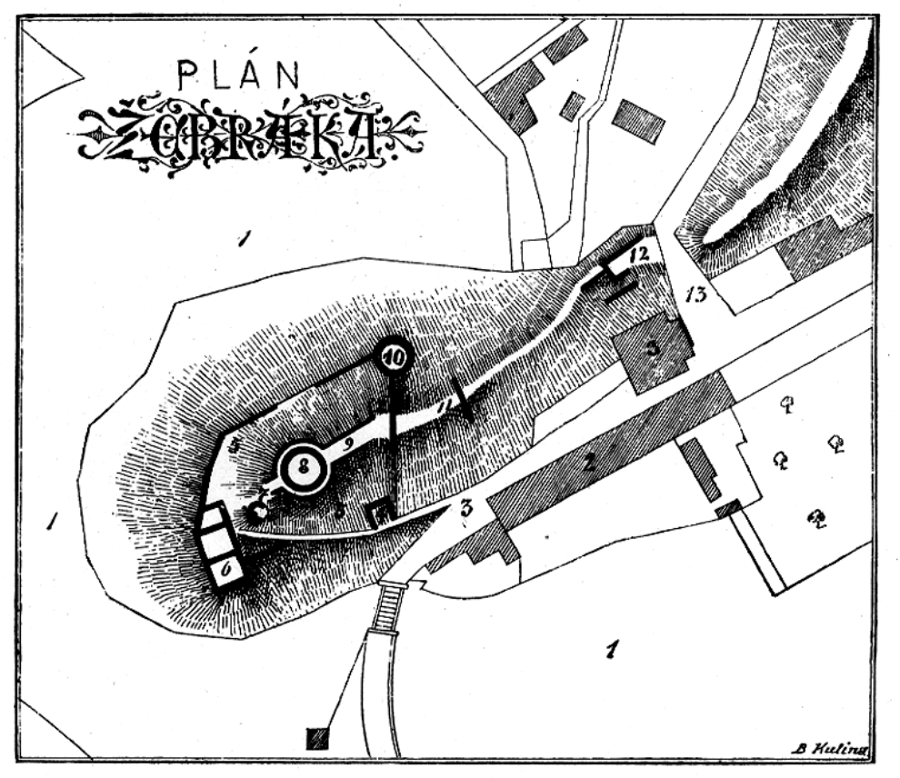
Půdorys hradu Žebrák
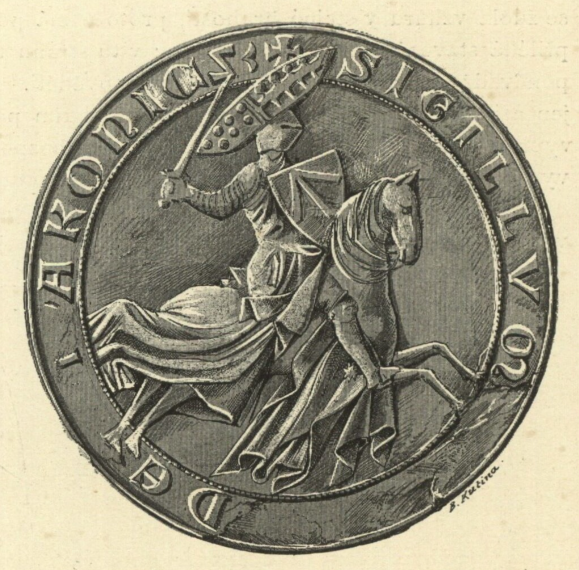
Pečeť Bavora III. ze Strakonic z roku 1312
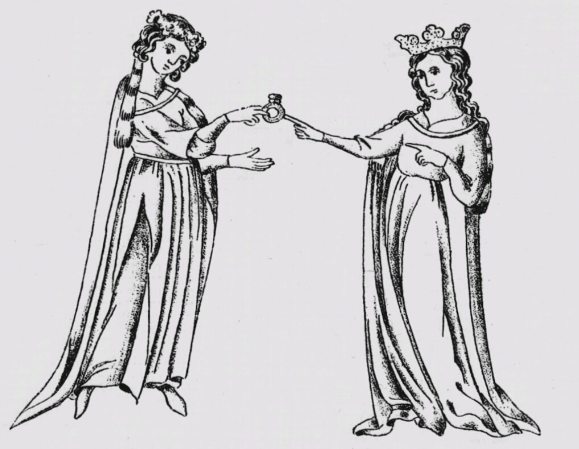
Pasionát abatyše Kunhuty - reprodukce